# Fosstorfutindur
Fosstorfutindur är en bergstopp i republiken Island. Den ligger i regionen Austurland, 280 km öster om huvudstaden Reykjavík. 